# John Alden Dix

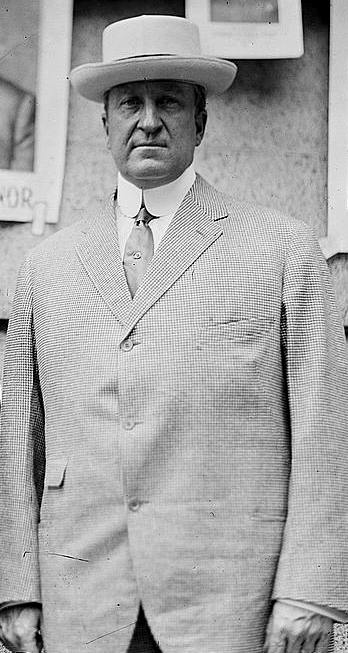
John Alden Dix

John Alden Dix (* 25. Dezember 1860 in Glens Falls, Warren County, New York; † 9. April 1928 in New York City) war ein US-amerikanischer Politiker und von 1911 bis 1913 Gouverneur des Bundesstaates New York.

## Frühe Jahre und politischer Aufstieg
John Alden Dix, dessen Onkel John Adams Dix zwischen 1873 und 1874 Gouverneur von New York war, besuchte bis 1883 die Cornell University. Danach arbeitete er auf verschiedenen Gebieten wie der Holz- und Papierindustrie oder dem Bankwesen. Politisch wurde er Mitglied der Demokratischen Partei. Im Jahr 1904 war er Delegierter auf deren Democratic National Convention und in den Jahren 1908 und 1910 war er Vorsitzender der Partei in New York. 1908 kandidierte er erfolglos für das Amt des Vizegouverneurs seines Staates.

## Gouverneur von New York und weiterer Lebenslauf
Am 8. November 1910 wurde John Dix zum neuen Gouverneur seines Staates gewählt. Sein Wahlkampf wurde von dem früheren demokratischen Präsidentschaftskandidaten Alton B. Parker geleitet. Er trat seine zweijährige Amtszeit am 1. Januar 1911 an. Während seiner Regierungszeit wurde im Staat New York das Vorwahlprinzip eingeführt. Das Kapitol in Albany wurde durch ein Feuer zerstört. Nach dem Ende seiner Amtszeit zum Jahreswechsel auf 1913 zog sich Dix, der auf eine erneute Bewerbung verzichtete, aus der Politik zurück und widmete sich wieder seinen privaten Geschäften. Der mit Gertrude Alden verheiratete Ex-Gouverneur verstarb im April 1928.